# Eye on Juliet – Im Auge der Drohne
Eye on Juliet – Im Auge der Drohne ist ein kanadisch-französisches Filmdrama aus dem Jahr 2017 über die Möglichkeit einer unmöglich erscheinenden Liebe in Zeiten global-digitaler Überwachung. Unter der Regie von Kim Nguyen spielen der britische Schauspieler Joe Cole und die Französin mit marokkanischen Wurzeln Lina El Arabi die Hauptrollen.

## Handlung
Der junge, unscheinbare Technik-Nerd Gordon ist soeben von seiner Freundin, mit der ihn kaum mehr als Sex verband, verlassen worden. Gordon arbeitet in Detroit für eine Sicherheitsfirma, die mit Hilfe von Roboter-Drohnen in einem nordafrikanischen Maghreb-Staat die Unversehrtheit von Ölpipelines überwacht. Diese sechsbeinigen Drohnen krabbeln wie Strandkrabben über das steinige Wüstenareal und können über Tausende von Kilometern Entfernung jede Aktivität im Umfeld der wichtigen Erdölanlagen überwachen. Der Job ist eintönig, und eines Tages beobachtet Gordon eine harmlos erscheinende junge Frau, die sich in der Wüstenei auf den Boden gesetzt hat, um eine Zigarette zu rauchen. Bald interessiert sich Gordon mehr für das Mädchen als für seine eigentlichen Aufgaben und nimmt mittels der Roboter-Drohne, die von ihm gesprochene Anweisungen auch ins Arabische zu übersetzen vermag, Kontakt mit der Frau auf. Sie heißt Ayusha und ist zunächst irritiert von dem am Boden krabbelnden „sprechenden“ Gerät.
Gordon, der das Mädchen in seinen Unterlagen als „Juliet“ führt, erfährt bald mehr über sie. Dank der technischen Möglichkeiten, über die er im fernen Detroit verfügt, gelingt ihm quasi eine perfekte elektronische Überwachung. Ayusha / „Juliet“ soll, dem Wunsch ihrer Eltern entsprechend, einen sehr viel älteren Einheimischen heiraten, damit sie versorgt ist und nicht auf „dumme Gedanken“ kommt. Ayusha versucht sich mit Händen und Füßen gegen diese Verbindung mit dem ungeliebten Mann zu wehren. Vielmehr liebt sie den nahezu gleichaltrigen Karim und plant, mit ihm aus dem Land zu flüchten. Immer stärker von Ayusha und ihrem Leben fasziniert, hängt Gordons Drohne bald wie eine Stalking-Klette an ihr und Karim. Als Karim mit einem weiteren Mann unerlaubterweise die Pipeline anzapft, um sich mit dem gestohlenen Öl zusätzliches Geld zu verdienen, ist prompt Gordons Drohne zugegen. Mit Hilfe des Sprachcomputers spricht Gordons Computerkrabbe Karim auf Arabisch an, woraufhin der in Panik mit dem Spaten auf den Miniroboter einschlägt. Es kommt zum Funkenflug, und durch das auslaufende Pipelineöl anschließend zu einer Explosion. Im Feuerball kommt Karim ums Leben.
Gordon teilt wenig später der Ayusha mit, dass ihr Verlobter Karim tot sei. Das Mädchen kann dies zunächst nicht glauben und ist außer sich vor Schmerz. Gordon sieht nun für sich die Chance gekommen, endlich für dieses Mädchen, das ihm im Lauf der Tage immer mehr ans Herz gewachsen ist, da zu sein. Er ist wild entschlossen, ihr zu helfen, diesem Elend, das sie umgibt, zu entkommen. Er bietet Ayusha sehr praktische Unterstützung an. Gordon überweist Ayusha 9900 US-Dollar, nennt einen geheimen Bankcode sowie das benötigte Kennwort, das passenderweise „Romeo und Julia“ (im Original: „Romeo and Juliet“) heißt, um das Geld einzukassieren. Ehe sie seinen Anweisungen Folge leistet, fragt Ayusha Gordon, warum er dies alles für sie tue, und kann zwischen den Zeilen lesen, dass er offensichtlich viel für sie empfindet. Weggesperrt von ihrem Vater, der äußerst erbost darüber ist, dass seine nicht gehorchende Tochter noch immer nicht den für sie ausgesuchten Mann heiraten will, kann sie aus dem Zimmer ausbrechen. Über seine Bodendrohne sagt Gordon ihr, dass er für sie hoffe, dass sie eines Tages den perfekt zu ihr passenden Lebenspartner finden werde. In exakt einem Jahr wolle er in einem bestimmten Pariser Park auf sie warten werde. Er hoffe, dass sie kommen werde.
Ein Jahr ist vergangen, und beinah kommt Gordon wegen des üblichen Verkehrsstaus in der französischen Hauptstadt zu spät zu dem verabredeten Treffpunkt. Dann aber steht sie vor ihm. Gordon und Ayusha begegnen sich in vorsichtig, fast scheu. Dann aber lächelt die Nordafrikanerin ihren „Retter“ sanft an. Gordon erinnert sich jetzt daran, was ihm im vergangenen Jahr ein sich in der Wüste verirrender, blinder alter Mann, den die Drohne aus der Einöde sicher heraus auf die einzige Straße der Gegend geführt hatte, geraten hatte. Damals fragte Gordon den Alten, wie man sich einer Frau auf richtige Weise das erste Mal nähern solle. Gordon ruft sich des Alten Ratschlag ins Gedächtnis, umarmt Ayusha und presst sich an ihren Hals. Ob beide jungen Leute eine gemeinsame Zukunft haben werden, lässt der Film offen.

## Produktionsnotizen
Eye on Juliet – Im Auge der Drohne entstand überwiegend in Marokko (Außenaufnahmen) und wurde am 30. August 2017 im Rahmen der Filmfestspiele von Venedig erstmals öffentlich vorgeführt. Die deutsche Premiere fand am 12. Juli 2018 statt, die deutsche Fernseherstausstrahlung war am 12. Juni 2019 um 20 Uhr 15 auf Tele5.

## Kritiken
The Hollywood Reporter sah in dem Film ein „überraschend klischeehaftes und unsensibles Melodrama, mit neumodischer Technologie aufgepeppt.“
Variety urteilte: „Der gut gemeinte Film wirkt mehr als ein bisschen tumb in seiner Vermeidung geopolitischer Details, und die blässliche Zeichnung seiner nicht-westlichen Charaktere tut ihm obendrein keinen Gefallen.“
Im Lexikon des internationalen Films heißt es: „Die ungewöhnliche Idee, Kriegsgerät als Liebesbande zu benutzen, sowie eine umwerfende Landschaftsfotografie helfen allerdings nicht darüber hinweg, dass die Handlung wie eine billige Männerfantasie zum Flüchtlingsthema wirkt. Ärgerlich ist auch der komplette Verzicht auf eine politische oder gesellschaftliche Einbettung der Geschichte.“